# Sant'Ivo alla Sapienza
Sant'Ivo alla Sapienza är en kyrkobyggnad i Rom, helgad åt Ivo av Kermartin, advokaternas skyddspatron. Den ritades av Francesco Borromini och uppfördes mellan 1642 och 1660. Kyrkan, som är belägen i rione Sant'Eustachio, är känd för sin intrikata grundplan och sitt krönande spiraltorn. Sant'Ivo alla Sapienza tillhör församlingen Santi Biagio e Carlo ai Catinari.
Sant'Ivo alla Sapienza är inkorporerad i Palazzo della Sapienza, tidigare säte för Roms universitet, vid Corso del Rinascimento, ett kvarter öster om Piazza Navona.

## Byggnadshistoria
År 1303 grundade påve Bonifatius VIII universitetet, eller Archiginnasio, som det benämndes vid den tiden. Under påvarnas babyloniska fångenskap i Avignon 1309–1377 råkade den akademiska institutionen i förfall och stängdes 1370, men kunde åter öppnas vid seklets slut. På platsen för dagens Palazzo della Sapienza började man under 1400-talets slut att uppföra en universitetsbyggnad, men det var först under Leo X:s pontifikat (1513–1521), som man drog upp riktlinjerna för byggnadens arkitektoniska form. Fram till denna tid hade universitetet stått utan eget kapell och man hade firat mässan i den närbelägna kyrkan Sant'Eustachio. Leo X lät uppföra ett litet kapell invigt åt den helgonförklarade påven Leo I och den helige martyren Fortunatus, men detta revs 1565, då man beslutade att inleda nybyggnaden av universitetskomplexet.
Guidetto Guidetti, utsedd till chefsarkitekt för universitetsprojektet, hade ritat en plan som vid hans död 1564 övertogs av Pirro Ligorio. Senare uppförde Giacomo della Porta huvudfasaden och innergården med dess öppna arkader i två våningar. Dessa är hållna i sträng renässansstil. Giacomo della Porta hade även projekterat ett kapell i komplexets östra del, men det kom aldrig att realiseras, då arkitekten avled 1602. Länge kom nu Roms universitet att stå utan egen kyrka. Efter att en rad mindre kända arkitekter hade figurerat som byggmästare vid Palazzo della Sapienza, utnämndes 1632 Francesco Borromini till universitetets chefsarkitekt. Detta skedde på inrådan av Bernini. Själva byggnationen av kyrkan inleddes emellertid inte förrän tio år senare, 1642, och 1650 var den till stora delar färdig. Exteriörens utsmyckning fullbordades 1652. Under flera år kom nu byggnationen att ligga nere, och interiören stod klar först 1660, då kyrkan kunde invigas.
Arbetet med universitetskyrkan hade fortlöpt under tre påvar: Urban VIII, Innocentius X och Alexander VII. I utformandet av kyrkobyggnadens exteriör- och interiörutsmyckning tog Borromini upp teman från dessa påvars heraldiska vapen. Urban VIII (Maffeo Barberini) var påve mellan 1623 och 1644 och dennes vapensköld pryds av tre stora bin. Vapnet tillhörande Innocentius X (Giovanni Battista Pamphili), påven 1644–1655, innehåller överst tre stiliserade liljor. Under dessa är en duva framställd med en olivkvist i näbben. Alexander VII:s (Fabio Chigi) vapen, slutligen, utgörs av fyra fält. I det övre vänstra och det nedre högra fältet ser man en ek med oproportionellt stora ekollon. I det övre högra och det nedre vänstra fältet återfinns det karakteristiska tredelade bergmotivet med den åttuddade stjärnan ovanför. Alexander VII innehade påveämbetet från 1655 till 1667. Beställare av kyrkoprojektet var i realiteten universitetsinstitutionen, även känd som La Sapienza. Den hade sina lokaler i Palazzo della Sapienza fram till 1935, då man flyttade ut till den nybyggda universitetsstaden, Città Universitaria, belägen i östra delen av Rom. Palazzo della Sapienza hyser numera Archivio di Stato.

## Exteriören
Borromini planerade in Sant'Ivo alla Sapienza mellan Giacomo della Portas två arkadgångar i två våningar. Fasaden följer med sin nederdel, två konkava våningar, arkadernas utformning. Bottenvåningen och våningen ovanför har vardera fem axlar. Dessa skiljs i bottenvåningen åt av toskanska pilastrar och i våningen ovanför av pilastrar med joniska festongkapitäl. I bottenvåningens mittparti återfinns en rundbågeportal, och på motsvarande ställe i våningen ovanför ser man ett nästan lika stort rundbågefönster. På ömse sidor om mittpartiet i respektive våning är blindbågar placerade. I dessa bågar är små rektangulära fönster insatta. Den konkava nederdelens två våningar flankeras av två toskanska pilasterknippen respektive två joniska pilasterknippen med festongkapitäl. Dessa pilasterknippen utgör en förmedlande länk mellan Borrominis fasad och Gioacomo della Portas arkadgångar. Den konkava delen av kyrkans exteriör kröna av en attika, vars mittparti pryds av en inskriptionsplatta, som minner om det år, då kyrkan konsekrerades av påve Alexander VII:
I attikavåningens sidopartier sitter små ovala luckor på tvären. Dessa är smyckade med den åttuddiga stjärnan från Chigi-vapnet. Över attikan reser sig två små låga sidotorn. Runt dessas nedre del löper ett band av sexuddiga stjärnor, och över gesimsen, som bildas av en dubbelring, befinner sig det karakteristiska bergmotivet från Chigi-vapnet med stjärnan ovanför. Över attikavåningen höjer sig kupoltrumman, som dock inte är någon kupoltrumma i egentlig mening. Borromini har inspirerats av den lombardiska traditionen, vilken innebär att kupolen innesluts i en murverkscylinder, som tar upp dess sidotryck. Kupoltrumman består runtom av sex konvexa ytor; varje yta har ett rektangulärt utsnitt med ett fönster. Ovanför varje fönsternisch sitter en av bladverk omgiven medaljong. Dessa sammanlagt sex medaljonger innehåller omväxlande Kristusmonogrammet och den Helige Andes duva. Ovanför själva fönstret i den nisch som vetter mot gården har Borromini lagt in en relief föreställande Guds lamm. Fönsternischerna flankeras av två korintiska pilastrar. I skärningspunkten mellan kupoltrummans konvexa ytor står de i knippen om fem stycken. Kupoltrumman avslutas av en kraftig gesims. Omedelbart nedanför denna löper ett band av små äggformiga kerubhuvuden med vingar. Själva kupolhuven är försedd med elva trappsteg, vilka avsmalnar mot toppen. Sex stödjeband strävar uppåt från trummans pilasterknippen mot lanterninens kopplade korintiska kolonnetter. Stödjebanden fångas upp av lanterninens stenbalustrad. Nederdelen av dessa stödjande formelement bildas av pelarliknande utbyggnader med en rundbågeöppning. Dessa pelare har en dubbelvolut som avslutning och kröns av en glob. Ett liknande element återfinns på Michelangelos Porta Pia, uppförd 1561–1565.

### Lanterninen och dess spiraltorn
Ovanför den avtrappade kupolhuven med dess stödjande element är en sexsidig lanternin placerad. Längst ner har denna en stenbalustrad. Lanterninens sex sidor, som är konkava, hyser var sitt rektangulärt fönster. Mellan fönstren står kopplade korintiska kolonnetter på höga socklar. Lanterninens fönster kröns av Pamphili-duvan sittande på en bladfestong. Entablementet, vars kornisch förkroppar sig kraftigt över de parställda kolonnetterna, har en fris smyckad med liljor och rosor. På kornischens förkroppningar står fantasirikt utformade vaser, ur vilka det sticker upp eldsflammor. Lanterninen avslutas med ett märkligt spiraltorn, vilket vindlar sig uppåt i tre hela varv. Spiralens bröstvärn smyckas av olika sorters ornamentfält med diamantformade detaljer i stuck. Dess övre kant är dekorerad med dubbelvoluter och pärlor. På spiraltornets topp stocker en krans av eldsflammor upp. Däröver bildar sex stänger av smidesjärn en lökformation. Konstruktionen kröns av en glob, den pamphiliska duvan samt ett med liljor prytt kors. Det är fullt möjligt att beträda kupolhuven och gå uppför den smala gång som löper runt spiralen upp till "järnlöken" ovanför eldsflammorna. Exteriörens spel med konvexa och konkava former står i stark kontrast mot de intilliggande arkadgångarnas stränga linjer.

### Östfasaden
Kyrkans östfasad vetter mot Piazza di Sant'Eustachio, varifrån två rundbågeportaler leder in till gårdens två arkadgångar. Portalernas rektangulära omramning flankeras av dubbelvoluter. Ovanför varje portal befinner sig en med balustrad försedd balkong, vars kragstenar är smyckade med den åttuddiga Chigi-stjärnan. De ovanför balkongerna placerade rundbågefönstren omges av flera utsirade dekorationer. I det brutna pedimentet har arkitekten lagt in en ornamenterad krona med palmkvistar på ömse sidor. Initialt var det meningen, att pedimentet skulle uppbäras av hermer, men dessa byttes ut mot Michelangelo-inspirerade konsoler. Östfasaden kröns av en balustrad med vågformig dekoration. I balustradens mitt skjuter ett volutpediment fram över ett rektangulärt fält med ett änglahuvud.

## Interiören
Grundplanen till Sant'Ivo alla Sapienza är en komplicerad konstruktion. För utformningen av denna centralplan använde sig Borromini till en början dock av grundläggande geometri. Han placerade två liksidiga trianglar på varandra och erhöll därmed en stjärna med sex uddar, Davidsstjärnan, symbolen för vishet. Den brittiske konsthistorikern Anthony Blunt påpekar, att Borromini i en av sina ritningar utgick från Barberini-vapnet och gav grundplanen formen av ett bi med dess två par vingar. Mellan de båda trianglarnas skärningspunkter kan man rita in en cirkel. Den ena triangelns spetsar är ersatta med halvrunda absider, medan den andra triangelns spetsar istället har avskurits halvvägs av inbuktande konvexa ytor. Kyrkorummet består alltså icke endast av rena konvexa och konkava ytor, utan mellan dessa har Borromini lämnat förmedlande raka triangelfragment. De tre konvexa partierna består nedtill av semicirkulära nischer med kassettsmyckade halvkupoler och upptill av rektangulära nischer försedda med små balkonger, så kallade coretti. Kyrkorummets huvudaxel går genom ingången och vidare genom högaltaret. Ingången befinner sig i ett av de konvexa partierna, medan högaltaret är placerat bakom en med kassetter prydd valvbåge i ett av de halvrunda partierna. Altarmålningen från 1661 av Pietro da Cortona framställer den helige Ivo som de fattigas advokat och ovanför uppenbarar sig Jesus Kristus för helgonen Lukas, Pantaleon, Leo den store, Alexander och Fortunatus. I vardera av de två övriga halvrunda partierna har arkitekten satt in dörrar ställda i vinkel mot varandra. Den ena dörren leder ut till arkadgången och den andra till en passage som leder vidare till de sexhörninga små rum, vilka är placerade på ömse sidor om ingångspartiet. Halvkupolen ovanför dessa dörrar har som utsmyckning en krona med två palmkvistar inlagda i en bladkrans. Övre delen av de halvrunda parierna är dekorerad med marmorstuckatur. I var och en av kyrkans sammanlagt sex axlar återfinns två, numera tomma, rundbågenischer. Från början stod där stuckfigurer föreställande de tolv apostlarna, men dessa avlägsnades 1741 efter att under en längre tid ha kritiserats utifrån estetiska grunder. Den tyske konsthistorikern Rudolf Wittkower menar, att besökaren väl inne i kyrkorummet inte får något intryck av axiala relationer. Detta beror på att sådana relationer inte kan åstadkommas i ett rum, där de mot varandra ställda partierna är utformade på olika vis.
Kyrkorummets höjdsträvan utgörs av imposanta höga korintiska kannelerade pilastrar, vilka bär upp ett högt entablement. Pilastrarnas kapitäl innehåller en medaljong med Chigi-stjärnan. I höjd med kapitälen sitter över högaltarbågen en kartusch med inskriften:
Ovanför det starkt profilerade entablementet och den låga attikan höjer sig kupolen. I kyrkointeriören använder sig Borromini varken av kupoltrumma eller förmedlande pendentiv. I kupolen upprepas grundplanens stjärnform. Kupolens sex sektioner liknar spända segel. Kupolribborna, som reser sig i linje med pilastrarna nedanför entablementet, löper ända upp till den, med tolv Chigi-stjärnor, dekorerade ring som omger lanterninens öppning. Kupolsektionerna över kyrkorummets tre halvrunda partier är konkava. Dessa tre delar är alla utsmyckade på samma vis. Nederst sitter ett stort fönster med triangulär avslutning. På ömse sidor om fönstret hänger bladkransar från kannelerade konsoler. Ovanför dessa sitter en halvcirkelformad gavel med ett kerubhuvud. Däröver reser sig bergmotivet från Chigi-vapnet. Tre kronor omsluter bergen. De tre kupoldelarna avslutas med Chigi-stjärnan och ett stort kerubhuvud. På båda sidor om denna serie av motiv stiger band innehållande både Chigi-stjärnor och Davidsstjärnor upp mot lanterninen. Den översta stjärnan bär upp ett litet kors. Dessa band av stjärnor återfinns i samtliga av kupolens sex sektioner. De konkava kupoldelarna över de tre konvexa partierna i kyrkorummet är utsmyckade på ett annat sätt. Längst ner ser man ett rundbågefönster med en rektangulär ram. På ramens sidor hänger lodräta festonger i voluter. Dessa är i sin tur fastsatta i konsoler, vilka bär upp ett förkroppat triangelpediment med ett kerubhuvud. Ovanför detta har Borromini skapat en sinnrik dekoration. En på högkant oval hopbunden lagerkrans hyser en krona, vilken håller samman två palmkvistar med en olivkvist mellan sig. Avslutningen utgörs av ännu ett kerubhuvud. Runt lanterninens öppning löper en ring av tolv Chigi-stjärnor. Lanterninens nederdel är prydd med bergmotivet och ekollonskvistar från Chigi-vapnet. Ovanför nämnda nederdel står sex trefjärdedelskolonnetter med kompositakapitäl. Mellan sig har dessa kolonnetter konvexa väggpartier med höga fönster. Ett litet kerubhuvud kröner varje fönster. I lanterninens kupol satt från början den Helige Andes duva. Denna duva i stuck hade en olivkvist i sin näbb, ett motiv som anspelar på duvan i Pamphili-vapnet. Duvan föll dock från sitt fäste i början av 1800-talet. Golvbeläggningen, som är bevarad i original, består av vita och grå marmorplattor och bildar en åttuddig stjärna. Under 1960-talet återställdes interiörens, ursprungliga vita färgton. Vid restaureringsarbeten under påve Pius IX år 1859 hade man nämligen låtit förgylla vissa av dess dekorationsdetaljer.

## Spiraltornets symbolik

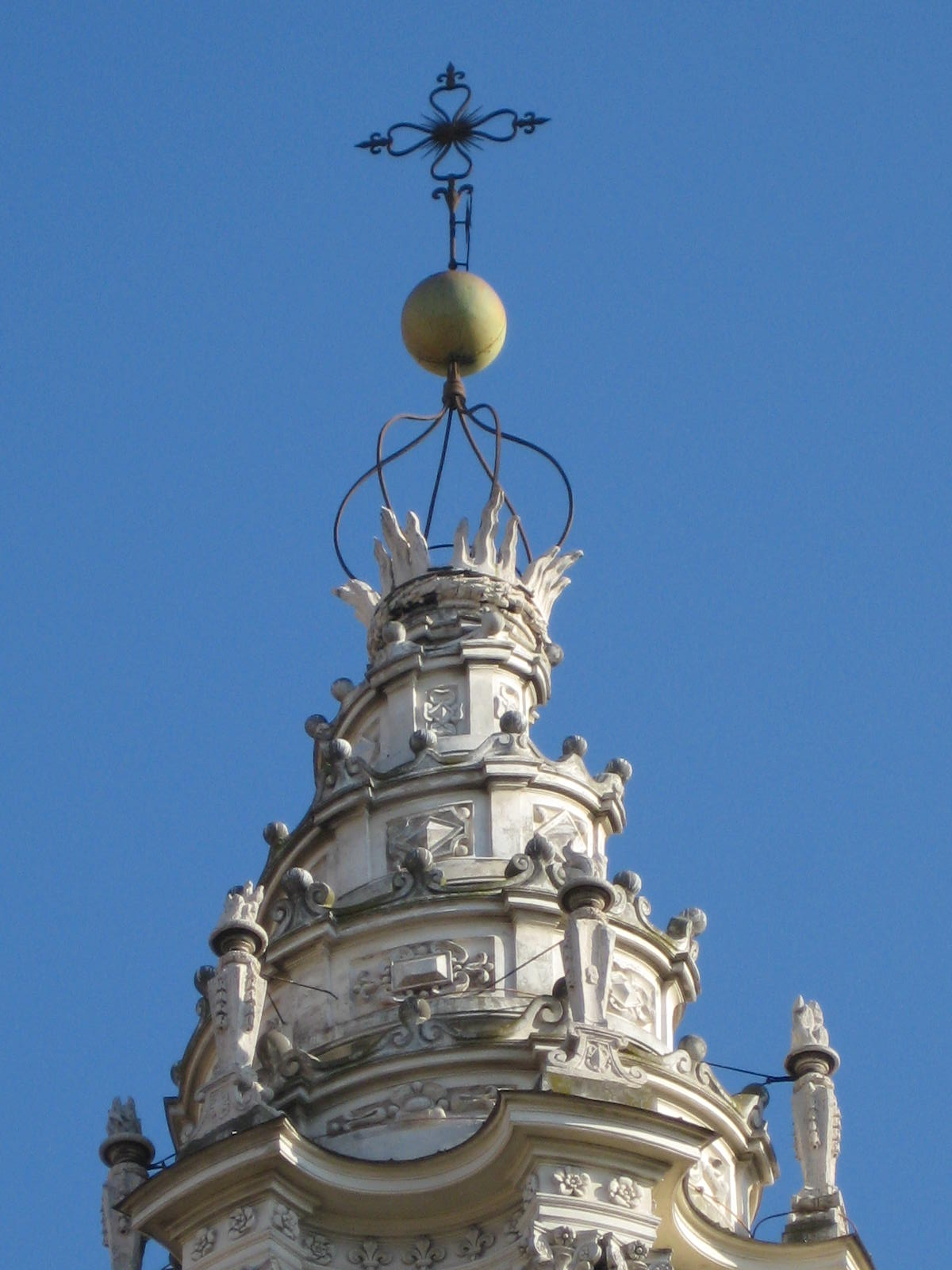
Lanterninens krönande spiraltorn.

Det har lagts fram en rad tolkningsteorier rörande Borrominis spiraltorn. Den tyske konsthistorikern Hans Ost liknar det vid en orientalisk ziggurat. Det är här tal om det i Första Mosebokens elfte kapitel omtalade Babels torn, som uppfördes av Noas söners släkter och som var menat att nå ända upp till himmelen. Gud straffade folket med språkförbistring för deras högmod. Ost förutsätter, att Borromini hade vetskap om detta torns utseende. Enligt Ost skulle Borromini ha hämtat inspiration från en gravyr av den nederländske konstnären Maarten van Heemskerck (1498–1574). Denna gravyr avbildar en fantasivy över Babel, då det karakteristiska  tornet är apterat på ett kyrktorn. Ost åberopar i sammanhanget Scelta di varii tempietti antichi från 1624 av Giovanni Battista Montano. Detta verk är en arkitektonisk mönsterbok, som presenterar illustrationer av antika tempel. Ost hävdar, att Borromini säkerligen hade haft tillgång till detta verk.
Emedan Babels torn är en symbol för språklig förvirring, kan man undra varför Borromini skulle ha krönt sin universitetskyrka med en modell av detta torn. Ost menar, att det även finns en positiv tolkning av Babels torn. Under motreformationens tidevarv vidgade Katolska kyrkan sitt verkningsfält högst betydligt. Man kom bland annat i kontakt med nestorianerna i den kaldeiska kyrkan i Bagdad och erhöll i och med detta kunskap om den gamla kaldeiska visheten, "Sapientia Babilonia". Ost hävdar, att Sant'Ivos spiraltorn i sin kontext inte symboliserar förvirring, utan det rakt motsatta – vishet. Mot Babels torn har här Borromini ställt anti-Babels torn. Ost framhåller, att spiraltornet tolkat som anti-Babels torn övervinner all förvirring. Mot Första Mosebokens negativa framställning av Babels torn, då människornas tungomål förbistrades, ställer Ost det nytestamentliga pingstundrets med den Helige Andes utgjutande och kunskap om andra tungomål:
| ” | Alla fylldes av helig ande och började tala andra tungomål, med de ord som Anden ingav dem. | „ |

I Första Moseboken straffade Gud människornas högmod med språkförbistring, för att ingen skulle förstå vad den andre sade. I Apostlagärningarna råder det motsatta förhållandet. Här fylls apostlarna med helig ande, för att de skall kunna göra sig förstådda oberoende av vilka språk åhörarna behärskade. Från att i begynnelsen ha varit en symbol för förvirring menar Ost, att man i den kristna traditionen senare kom att benämna detta torn "turris sapientiae", det vill säga "vishetens torn". Vad som i Första Moseboken tas från människorna ges dem åter i Apostlagärningarna.
För att styrka sin tankegång anför Ost ett belysande exempel från skriftställaren Rupert van Deutz (omkring 1170–1129). Vid pingstfesten kan de kristna nu "uppföra" det riktiga Himmelstornet, vilket är en symbol för Kristus. För att nå Gud skall nu de kristna lita till "turris corporis Christi, quod est ecclesia", det vill säga "Kristi kropps torn, vilket är Kyrkan". En mosaikbild i förhallen till Markuskyrkan i Venedig visar på detta fenomen. Där ställs det negativa och det positiva tornet mot varandra. Babels torn får människorna mödosamt resa själva. Anti-Babels torn står redan färdigt, eftersom Gud gav människorna en gåva i form av Jesus Kristus.
Ost gör läsaren uppmärksam på en målning av Bernardino Butinone från omkring år 1490. Konstnären framställer den tolvårige Jesus undervisande de skriftlärde i Jerusalems tempel. Jesus sitter mitt bland dem på ett litet spiraltorn, det besegrade Babels torn. För att vidare befästa sin tolkningsteori om Sant'Ivos torn som motsatsen till Babels torn omtalar Ost en teckning av den svenske arkitekten Erik Dahlbergh. Åren 1655–1656 var Dahlbergh på studieresa i Italien och kom då till Rom. Han kopierade en av Borrominis originalritningar av Sant'Ivos kupol. På denna kopia har Dahlbergh infogat kommentaren "Sapientia Babilonia". Ost tar denna kommentar som intäkt för sin teori om spiraltornets innebörd.
En annan tolkningsteori har presenterats av den amerikanske konsthistorikern John Beldon Scott. Han har använt sig av kyrkans konstruktionsdokument, vilka förvaras i Archivio di Stato. Dessa innehåller ritningar över kyrkobyggnaden samt även Borrominis egenhändigt skrivna anteckningar om kyrkans plan, utseende och dekorationer. 
År 1655, året för påve Innocentius X:s död, var Sant'Ivos exteriör i det närmaste fullbordad, medan interiören helt saknade utsmyckning. Den nye påven, Alexander VII, beordrade vad denna tidpunkt, att Sant'Ivo snarast skulle färdigställas. Den dåvarande rektorn för Roms universitet, Carlo Montecatini, uppdrog då åt Borromini att utföra en ingående översikt (misura e stima) över den ännu ofullbordade kyrkobyggnaden. Tillsammans med sin assistent Francesco Righi verkställde Borromini detta uppdrag. I anteckningarna rörande lanterninens spiraltorn nämner Borromini gioie ("juveler") och relaterar själva spiralformen till corone ("kronor"). Scott menar, att Borromini med all sannolikhet uppfattade sin spiral som juvelprydda kronor. Spiraltornet är smyckat med stuckdiamanter och på den övre kanten av spiralens vindlingar sitter infattade pärlor. På en ritning visande spiraltornet utan dess dekorationer har Borromini antecknat, att spiralen löper tre hela varv runt sin egen axel. Av detta sluter sig Scott till att kronorna måste vara tre till antalet. Scott hävdar, att Borromini med sitt spiraltorn skall ha anspelat på den påvliga tiaran, som är försedd med tre kronor, vilka åsyftar påvens tre ämbeten: det prästerliga, det furstliga och det kejserliga. Författaren påstår, att enkel logik ligger till grund för detta. Eftersom universitetskyrkan var ett påvligt uppdrag för en påvlig institution, förefaller tiaran vara en lämplig symbol. I sin kyrka har dock Borromini förenat tiarans kronor till en enda spiralform, vilket Scott ser som en innovation.
Scott tar även upp symboliken bakom de eldsflammor, som stiger upp från spiraltornet. Författaren menar, att, det först nu i full utsträckning konsulterade, arkivmaterialet ger vid handen, att Sant'Ivos ikonografi bygger på en fundamental kristen sanning: vishet är en gåva från Gud. Visheten skall med andra ord främst betecknas som ett andligt fenomen och inte som en intellektuell kvalitet. Vidare menar Scott, att vishetens främsta attribut utgörs av caritas (nästankärleken), som symboliseras av eldsflammor. Scott gör gällande, att Borromini i utformandet av de krönande flammorna som en symbol för dygden caritas bygger på en lång tradition inom den kristna bildkonsten. Författaren gör läsaren uppmärksam på den allegoriska framställningen av caritas, vilken i Cesare Ripas Iconologia avbildas med brinnande hår. Scott anför därutöver även målningar och reliefer från 1300-, 1400- och 1500-talen, som avbildar caritas på samma sätt.
Scott påpekar, att caritas är den helige Ivos främsta dygd. Scott har funnit att associationen mellan de brinnande flammorna och den helige Ivo var allmänt känd vid den tidpunkt, då Borromini planerade sin universitetskyrka. Med detta i åtanke presenterar författaren en biografi om helgonet, Vita, e miracoli di S. Ivo, sacerdote e confessore, avvocato de' poveri, vedove, & orfani, publicerad 1640 av den dåvarande prästen i kyrkan Sant'Ivo dei Bretoni i Rom, Pietro Chevet. I denna bok berättar Chevet om miraklet med eldklotet, som sänktes ned från himmelen och stannade ovanför helgonets huvud, när denne en gång läste mässan.

## Bilder

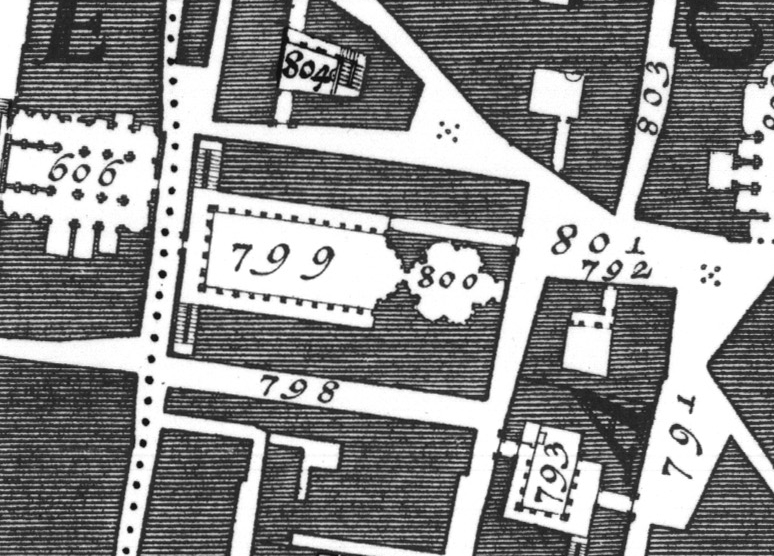
Sant'Ivo alla Sapienza (nummer 800) på Giovanni Battista Nollis Rom-karta från 1748.
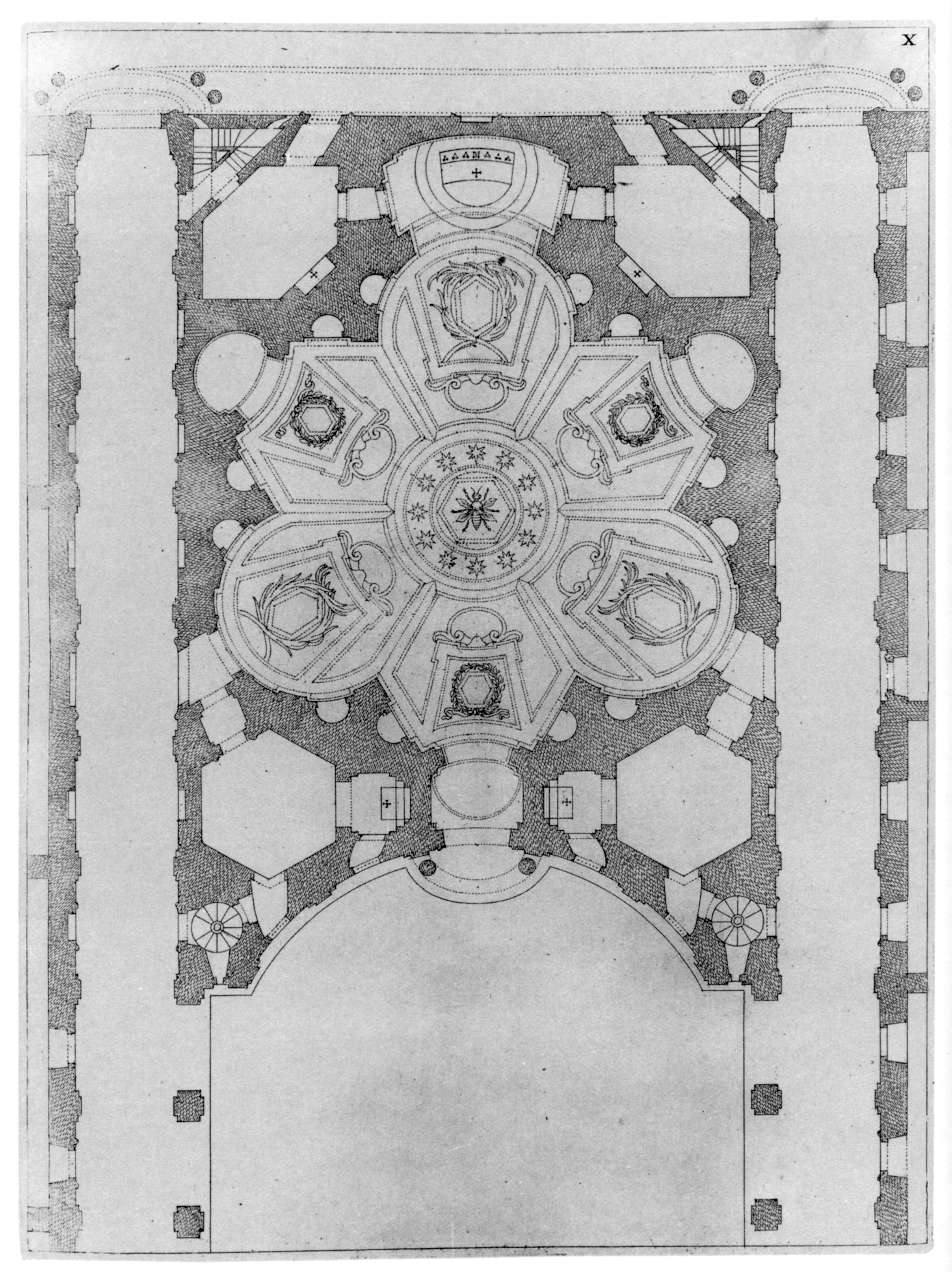
Kyrkans grundplan.
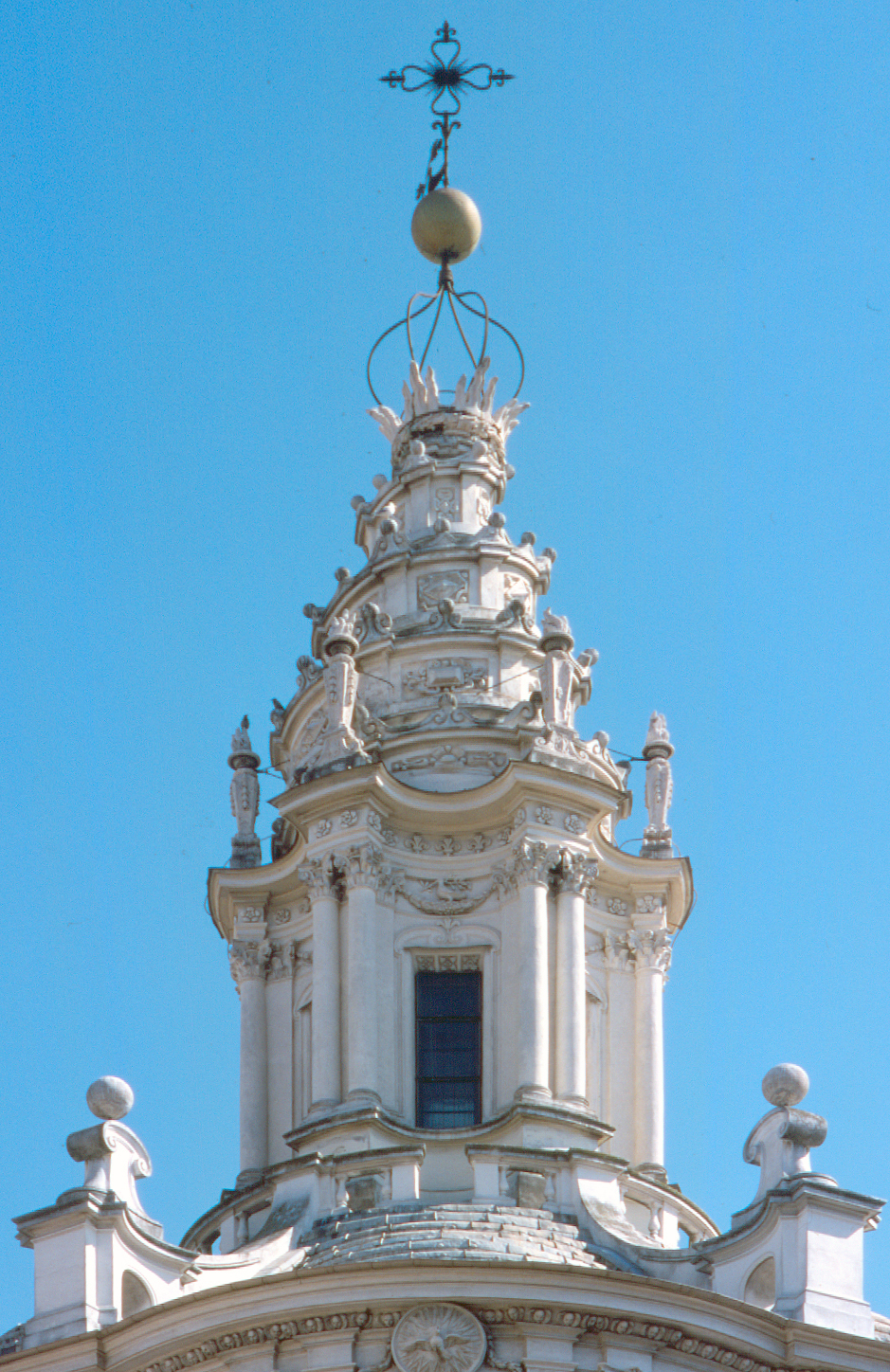
Lanterninen med det krönande spiraltornet.
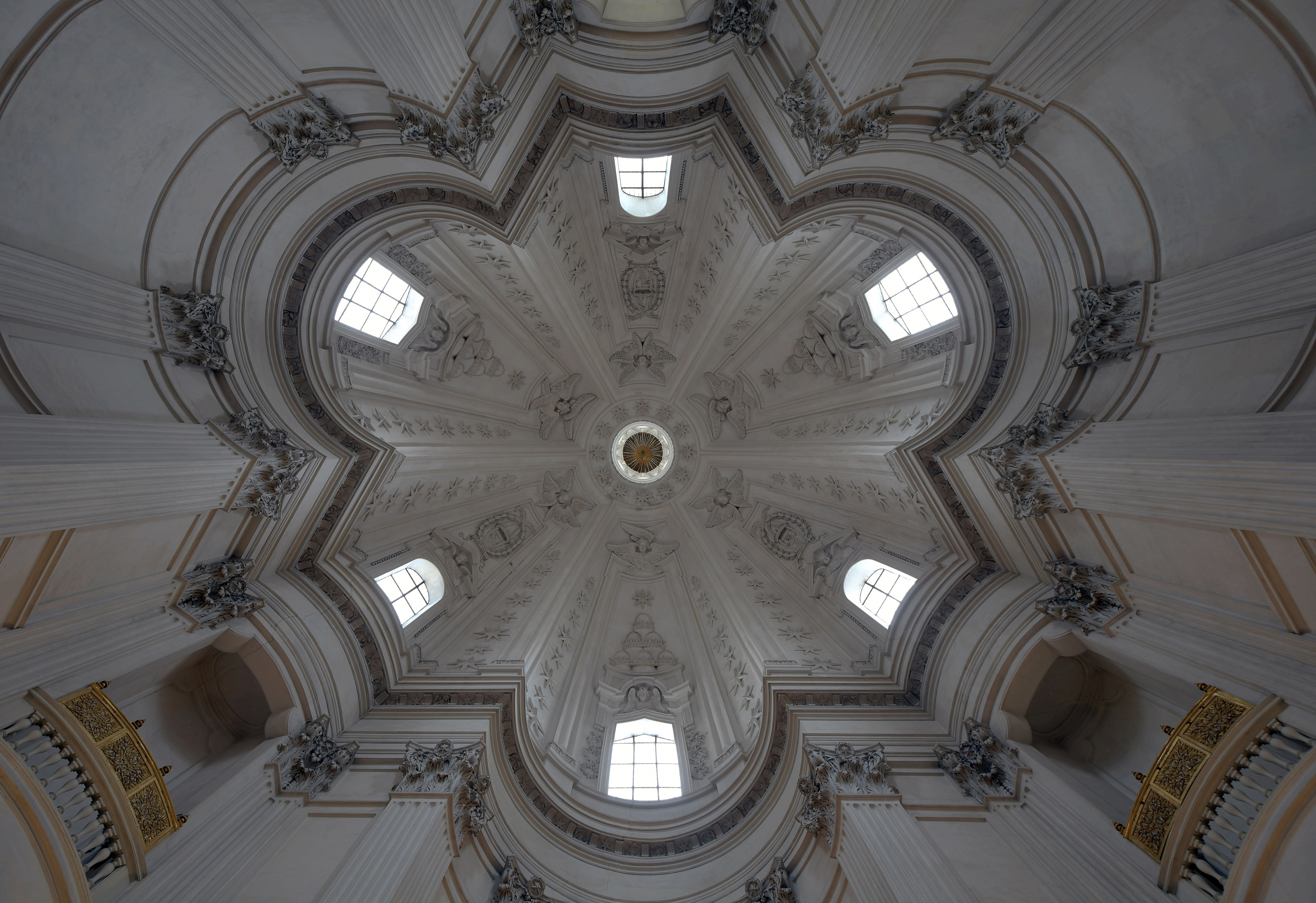
Kupolinteriören.
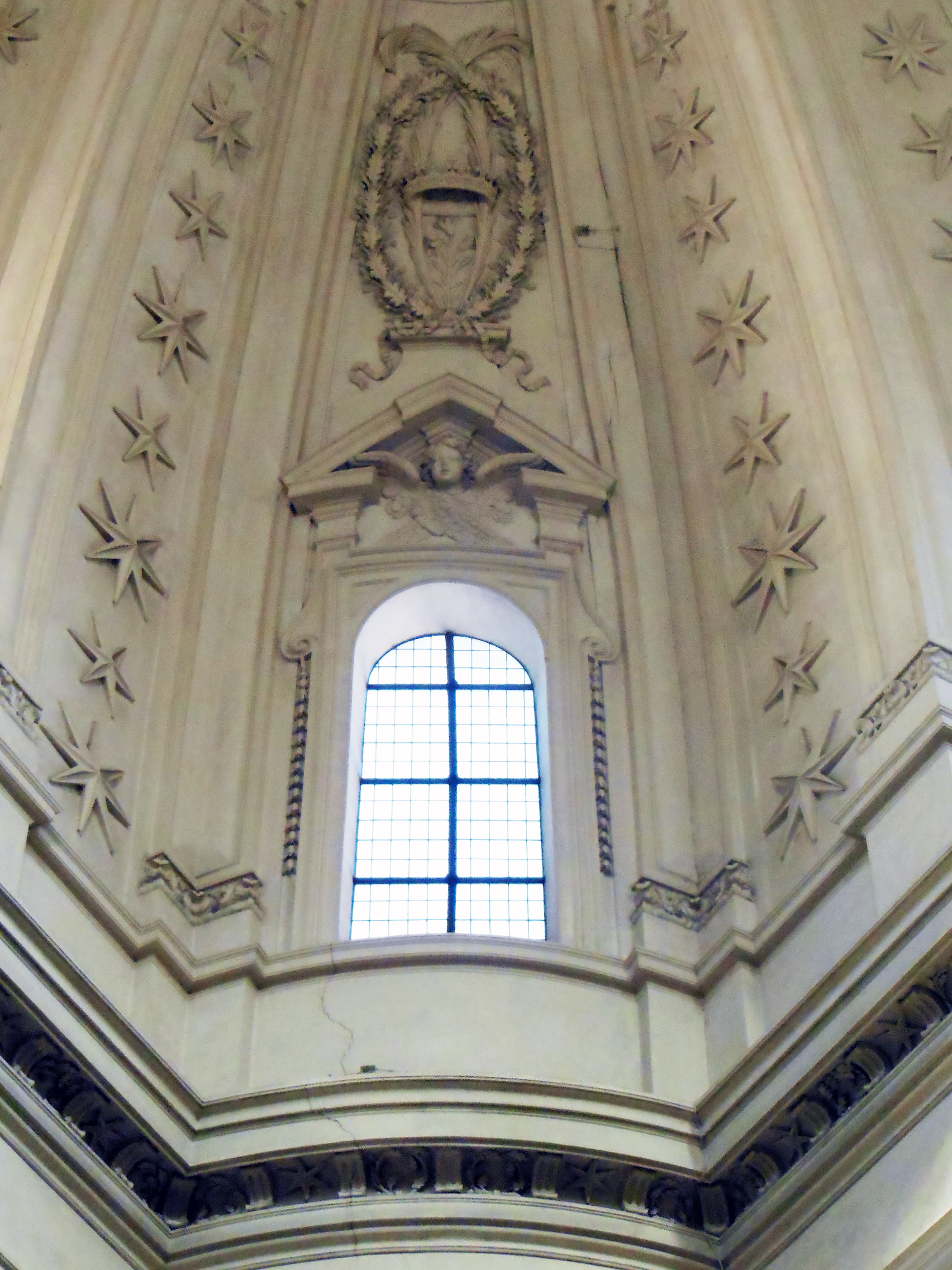
Detalj av kupolen.
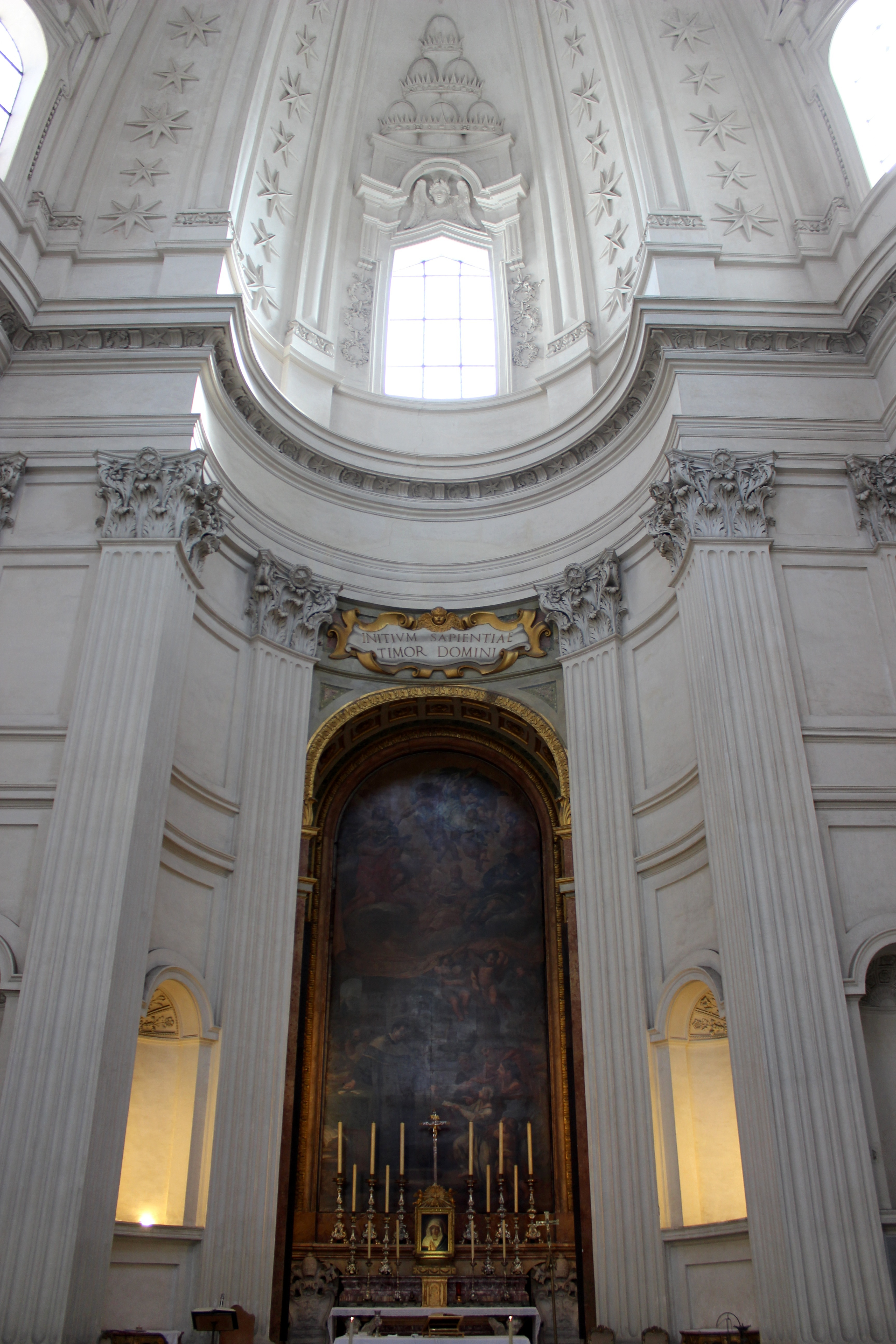
Högaltaret.
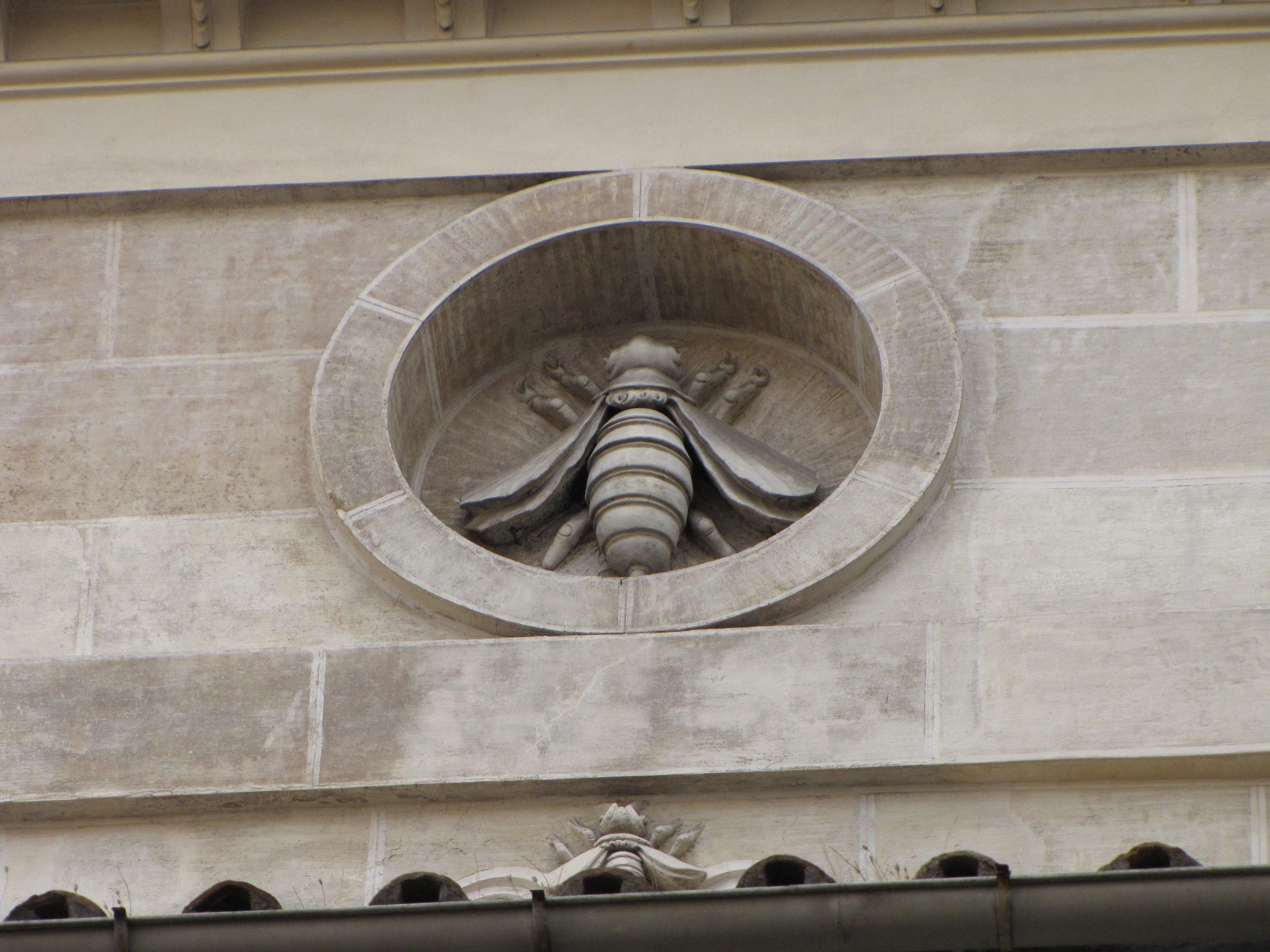
Barberinskt bi i innergårdens exteriördekoration.
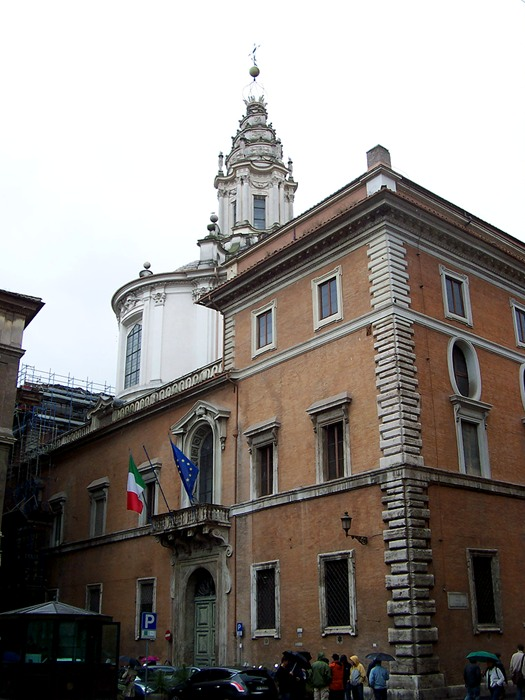
Östfasaden.
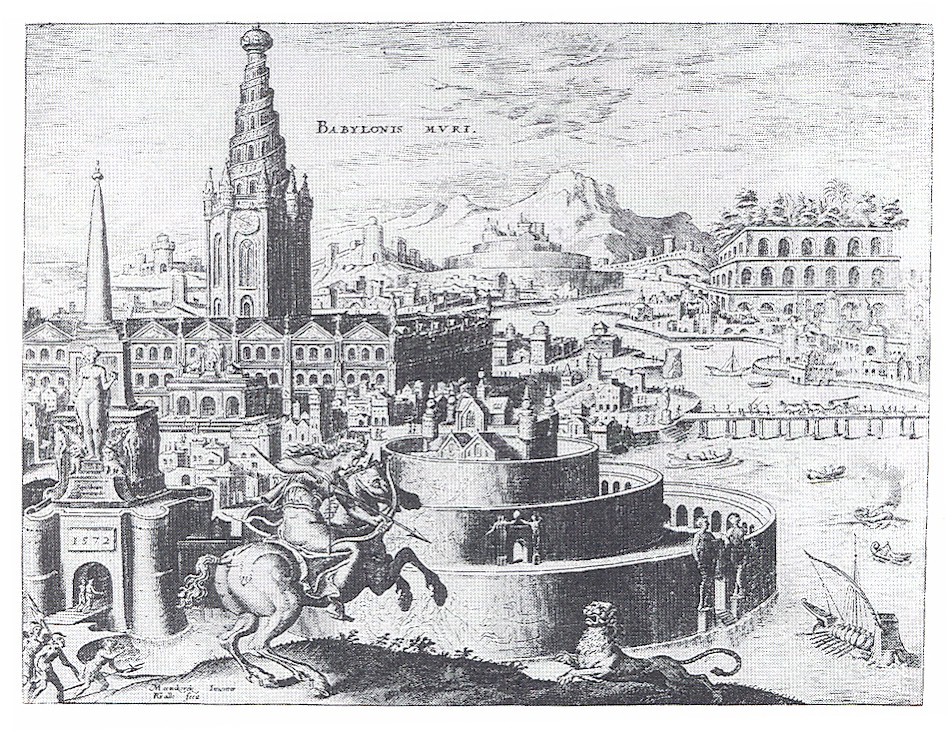
Babylons hängande trädgårdar. Gravyr av Maerten van Heemskerck.
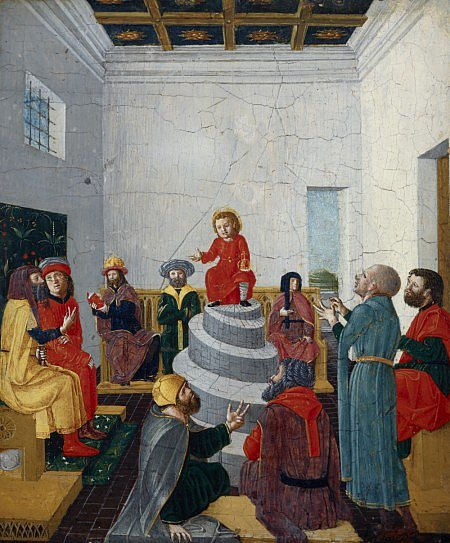
Den tolvårige Jesus undervisar i templet. Målning av Bernardino Butinone.
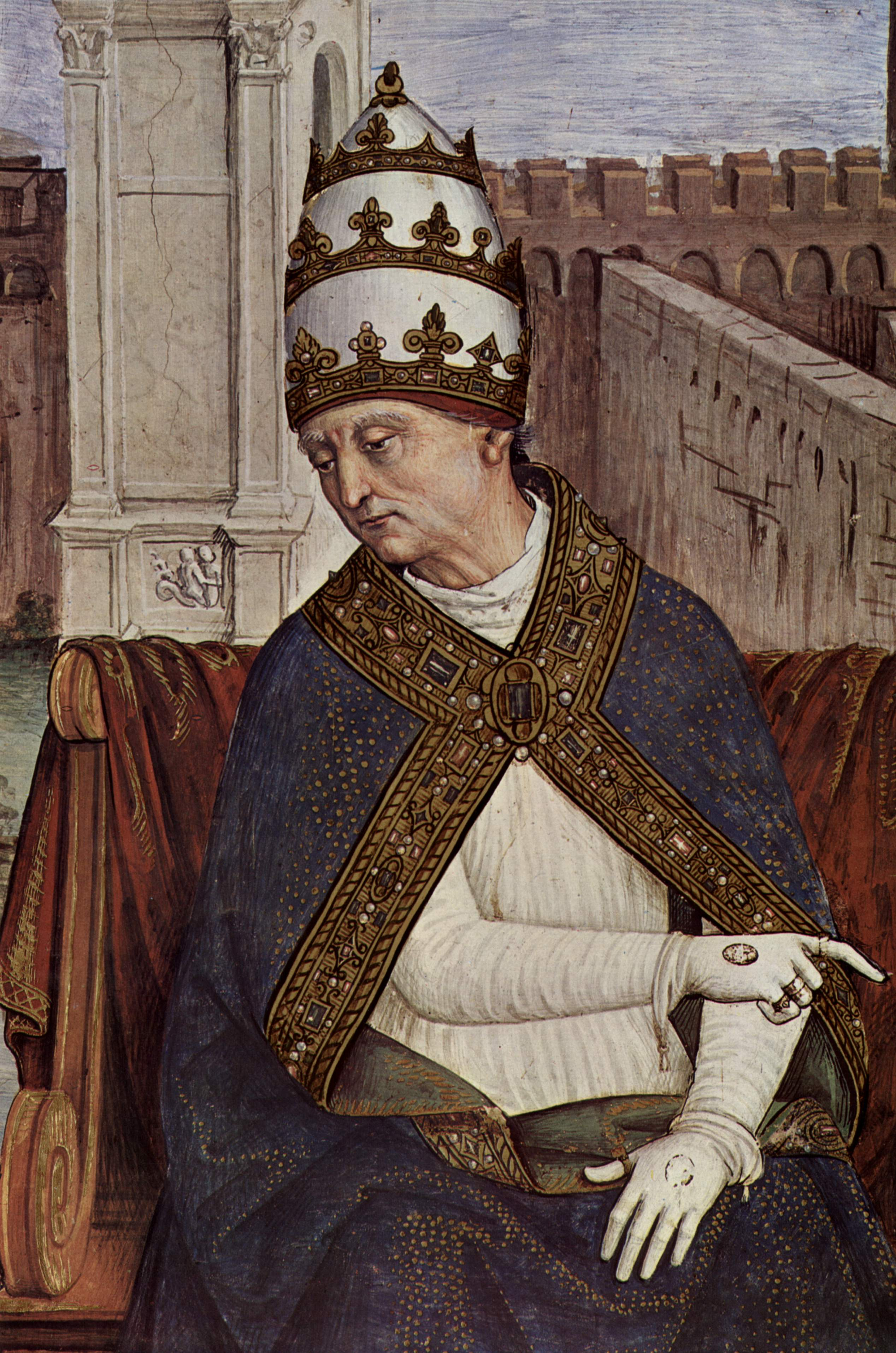
Den påvliga tiaran på en målning från 1500-talets början.
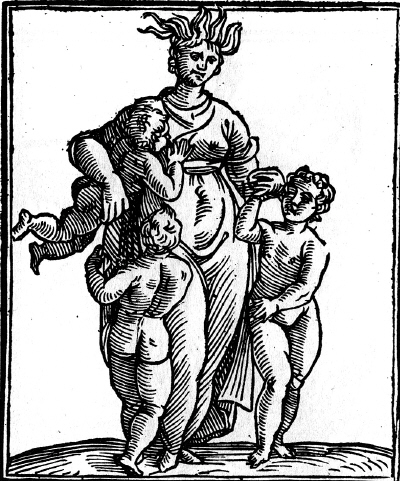
Dygden Caritas i Cesare Ripas Iconologia.